# Selim II
Selim II  född i 28 maj 1524, död 28 december 1574, var sultan över Osmanska riket från 1566 till sin död. Han var son till Süleyman I. 
Under Selim II:s regering stärkes den osmanska dominansen i medelhavet, samtidigt som palatsintriger började blomstra och sultanens makt började minska. Han överlät styret av sultanatet till sin storvesir och svärson, Mehmet Sokollu.
1568 stärkes den osmanska makten över Moldavien och Valakiet efter ett fredsfördrag i Österrike. Under storvesirens ledning erövrades Chios (1566)  och i Jemen slogs en revolt ner (1569-70). Cypern erövrades från republiken Venedig 1571, vilket ledde till att de italienska staterna, Spanien och påven bildade en allians mot Osmanska riket. Vid slaget vid Lepanto 7 oktober 1571 förlorade osmanerna sin flotta mot denna allians. Året efter var dock deras flotta återuppbyggd och deras dominans i Medelhavet var återställd. I augusti 1574 återtog osmanerna Tunisien från Spanien.

## Referenser

Slaget vid Lepanto